# Одджех, Акрам
Акрам Одджех (21 апреля 1918, Дамаск — 28 октября 1991, Париж) — саудовский бизнесмен, торговец оружием, коллекционер произведений искусства, мультимиллиардер сирийского происхождения.
Акрам Одджех основал в 1970-х годах TAG Group, высоко диверсифицированную холдинговую компанию с акционерным капиталом в 100 миллионов долларов, первоначально полностью принадлежащую ему самому, а затем его сыновьям, включая Мансура Одджеха.

## Биография
Третьей женой Акрама Одджеха была Нахед Одджех, дочь генерала Мустафы Тласа, бывшего министра обороны Сирии. От этого брака в 1986 году родился Акрам Одджех Младший.

### Торговля оружием
Акрам Одджех был советником министра обороны Саудовской Аравии и выступал посредником на основных рынках вооружений, особенно между Францией и Саудовской Аравией.
Как и Самир Трабулси, друг лондонской семьи Аль Файед, и Аднан Хашогги, Акрам Оджех был одним из посредников, сколотивших колоссальные состояния в 1970-х и 1980-х годах, удобно обосновавшись на перекрёстке дипломатических путей, делая бизнес на информации .
Французские компании Thomson-CSF, Matra, Dassault действовали через Одджеха в реализации всех своих крупных контрактов на оружие, в центре системы рециклирования нефтедолларов. Так, в начале 1970-х годов Акрам Одджех подписал с Хьюго де л’Этуалем, тогдашним директором отдела вооружений, соглашение, предусматривающее комиссию в размере 7 % от всех продаж оружия из Парижа в Эр-Рияд. SOFRESAY (французская компания по экспорту передовых систем), ответвление DGA (Генеральной дирекции по вооружению), штаб-квартира которой находится в Сен-Клу, выплатила Акраму Одджеху комиссионные в размере не менее 7 % от суммы контрактов, подписанных между Саудовской Аравией и Францией.
Акрам Одджех был посвящён в рыцари ордена Почётного легиона в 1950 году по инициативе Винсента Ориоля. В 1974 году Валери Жискар д’Эстен присвоил ему звание офицера Почётного легиона, а в 1983 году Шарль Эрну — командора.
Основной инвестиционной структурой Акрама Одджеха была группа TAG, аббревиатура от Techniques d’avant garde, основанная в 1975 году в Швейцарии и Люксембурге. В настоящее время принадлежащая его наследникам, группа TAG, в частности, владеет 15 % капитала команды McLaren Formula 1.

### SS France
Акрам Одджех был владельцем лайнера France, купленного 24 октября 1977 года за 80 млн франков и перепроданного 25 июня 1979 года норвежскому судовладельцу Кнуту Клостеру, владельцу Norwegian Caribbean Lines, за 77 млн франков. Также Одджех был владельцем варианта картины Фрагонара “Задвижка» .

### Парижские адреса

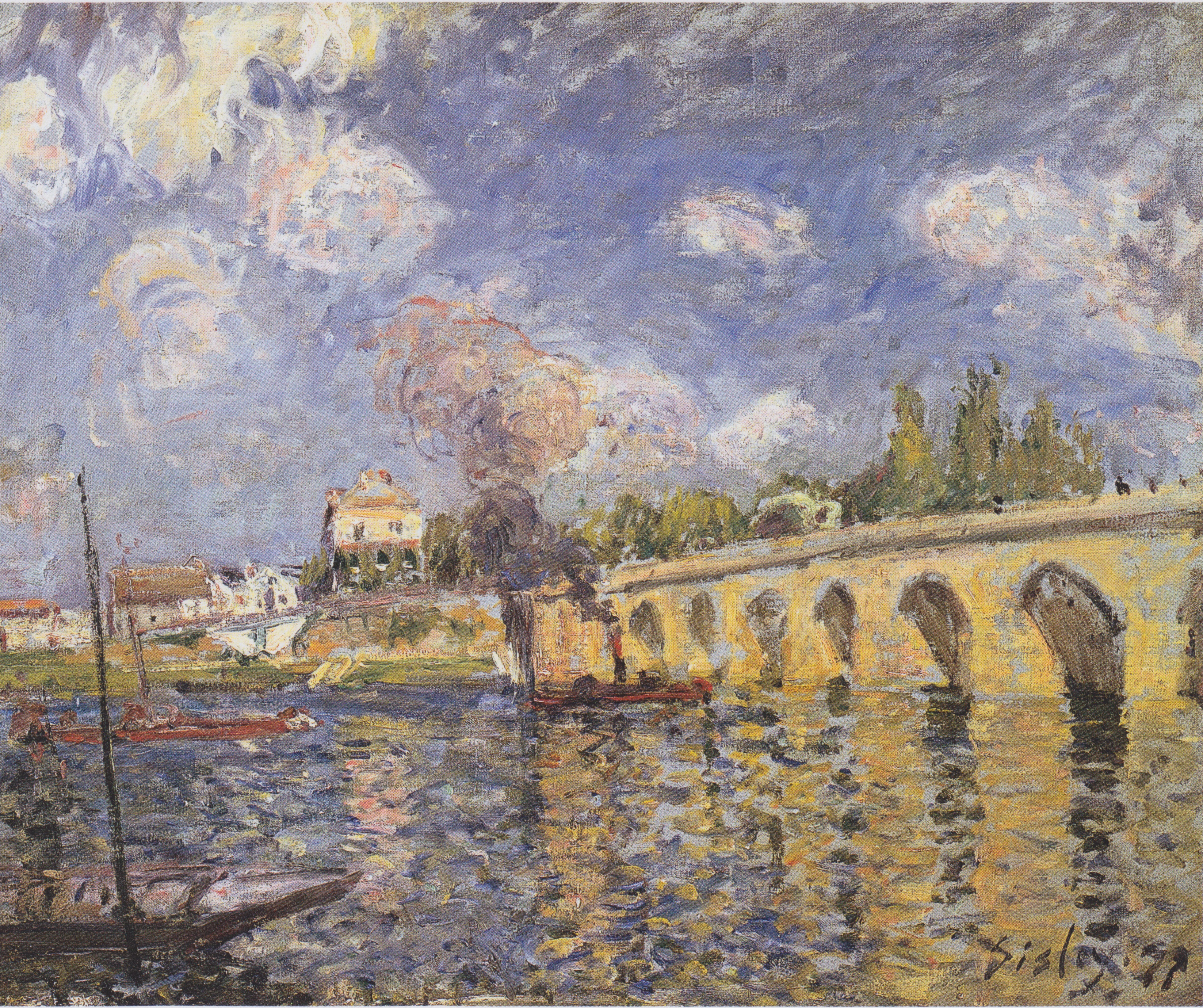
Речной пароход и мост Альфреда Сислея (1871), из коллекции Акрама Одджеха

Акрам Одджех, когда не путешествовал по миру на борту одного из двух своих частных Boeing 707 в бело-зелёных цветах TAG Group, любил останавливаться во французской столице. В его собственности был пентхаус номер 33 по авеню Фош, здание в стиле неоклассицизма в номер 1 по улице Тассо, с панорамным видом на Эйфелеву башню и особняк площадью в 3000 м² на Площади Соединённых Штатов, ранее принадлежавший знаменитой паре покровителей искусств, Шарлю и Мари-Лор де Ноай . Этот роскошный частный особняк, который сегодня является штаб-квартирой хрустальной фабрики Баккара и популярным местом среди гурманов, благодаря ресторану Cristal Room, служил Акраму Одджеху местом для размещения его коллекции живописи, основные картины картины из которой были распроданы в 1999 году на аукционе «Кристис» в пользу его вдовы Нахед Одджех.
Акрам Одджех скончался от осложнений диабета утром 28 октября 1991 года, в своём доме на Площади Соединённых Штатов в Париже. Похоронен на новом кладбище Нёйи-сюр-Сен в Нантере.

## Награды
- 1983 — Командор ордена Почётного легиона